# Campionati tedeschi di sci alpino 2022
I Campionati tedeschi di sci alpino 2022 si sono svolti a Garmisch-Partenkirchen e a Seefeld in Tirol (in Austria) dal 23 al 30 marzo; il programma includeva gare di discesa libera, supergigante, slalom gigante, slalom speciale e combinata, sia maschili sia femminili, ma la combinata maschile è stata annullata. 
Trattandosi di competizioni valide anche ai fini del punteggio FIS, vi hanno potuto partecipare anche sciatori di altre federazioni, senza che questo consenta loro di concorrere al titolo nazionale tedesco. 

## Risultati

### Uomini

#### Discesa libera
| Pos. | Atleta            | Nazione  | Tempo   |
| ---- | ----------------- | -------- | ------- |
| 1    | Romed Baumann     | Germania | 58,13   |
| 2    | Simon Jocher      | Germania | 58,32   |
| 3    | Josef Ferstl      | Germania | 58,38   |
| 4    | Dominik Schwaiger | Germania | 58,67   |
| 5    | Andreas Sander    | Germania | 58,90   |
| 6    | Christoph Brence  | Germania | 59,54   |
| 7    | Luis Vogt         | Germania | 59,58   |
| 8    | Juhan Luik        | Estonia  | 59,93   |
| 9    | Linus Straßer     | Germania | 1:00,04 |
| 10   | Marinus Sennhofer | Germania | 1:00,07 |

Località: Garmisch-Partenkirchen

Data: 23 marzo

#### Supergigante
| Pos. | Atleta             | Nazione  | Tempo   |
| ---- | ------------------ | -------- | ------- |
| 1    | Andreas Sander     | Germania | 1:05,04 |
| 2    | Simon Jocher       | Germania | 1:05,24 |
| 3    | Romed Baumann      | Germania | 1:05,47 |
| 4    | Josef Ferstl       | Germania | 1:06,22 |
| 5    | Matthias Iten      | Svizzera | 1:06,29 |
| 6    | Maximilian Schwarz | Germania | 1:06,48 |
| 7    | Josua Mettler      | Svizzera | 1:06,51 |
| 8    | Emanuele Buzzi     | Italia   | 1:06,75 |
| 9    | Lars Rösti         | Svizzera | 1:07,04 |
| 10   | Linus Witte        | Germania | 1:07,07 |

Località: Garmisch-Partenkirchen

Data: 29 marzo

#### Slalom gigante
| Pos. | Atleta             | Nazione       | Tempo   |
| ---- | ------------------ | ------------- | ------- |
| 1    | Alexander Schmid   | Germania      | 1:56,04 |
| 2    | Linus Straßer      | Germania      | 1:56,81 |
| 3    | Fabio Gstrein      | Austria       | 1:57,03 |
| 4    | Dominik Raschner   | Austria       | 1:57,38 |
| 5    | Thomas Dorner      | Austria       | 1:57,41 |
| 6    | Noah Geihseder     | Austria       | 1:57,61 |
| 7    | Ian Gut            | Liechtenstein | 1:57,65 |
| 7    | Kilian Pramstaller | Austria       | 1:57,65 |
| 9    | Jonas Stockinger   | Germania      | 1:57,67 |
| 10   | Simon Luca Wolf    | Germania      | 1:57,70 |

Località: Seefeld in Tirol

Data: 27 marzo

#### Slalom speciale
| Pos. | Atleta           | Nazione     | Tempo   |
| ---- | ---------------- | ----------- | ------- |
| 1    | Alexander Schmid | Germania    | 1:26,41 |
| 2    | Laurie Taylor    | Regno Unito | 1:26,92 |
| 3    | Julian Rauchfuss | Germania    | 1:26,96 |
| 4    | Linus Straßer    | Germania    | 1:27,01 |
| 5    | Sam Maes         | Belgio      | 1:27,12 |
| 5    | Anton Tremmel    | Germania    | 1:27,12 |
| 7    | Nikolaus Pföderl | Germania    | 1:27,15 |
| 8    | Thomas Dorner    | Austria     | 1:27,37 |
| 9    | Lukas Feurstein  | Austria     | 1:27,41 |
| 10   | Adrian Meisen    | Germania    | 1:27,44 |

Località: Seefeld in Tirol

Data: 26 marzo

#### Combinata
La gara, originariamente in programma il 30 marzo, è stata annullata.

### Donne

#### Discesa libera
| Pos. | Atleta                     | Nazione   | Tempo   |
| ---- | -------------------------- | --------- | ------- |
| 1    | Roni Remme                 | Canada    | 1:01,17 |
| 2    | Emma Aicher                | Germania  | 1:01,18 |
| 3    | Katrin Hirtl-Stanggaßinger | Germania  | 1:01,71 |
| 4    | Nadine Kapfer              | Germania  | 1:01,84 |
| 5    | Tereza Nová                | Rep. Ceca | 1:01,96 |
| 6    | Sabrina Simader            | Kenya     | 1:02,45 |
| 7    | Sophia Eckstein            | Germania  | 1:02,59 |
| 8    | Luisa Klapprott            | Germania  | 1:02,68 |
| 9    | Barbora Nováková           | Rep. Ceca | 1:02,72 |
| 10   | Rosalie Kotz               | Germania  | 1:02,95 |

Località: Garmisch-Partenkirchen

Data: 23 marzo

#### Supergigante
| Pos. | Atleta                     | Nazione  | Tempo   |
| ---- | -------------------------- | -------- | ------- |
| 1    | Emma Aicher                | Germania | 1:07,89 |
| 2    | Karen Smadja-Clément       | Francia  | 1:08,27 |
| 3    | Stephanie Venier           | Austria  | 1:08,95 |
| 4    | Katrin Hirtl-Stanggaßinger | Germania | 1:09,19 |
| 5    | Luisa Klapprott            | Germania | 1:09,50 |
| 6    | Nadine Kapfer              | Germania | 1:09,76 |
| 7    | Sabrina Simader            | Kenya    | 1:09,97 |
| 8    | Rosalie Kotz               | Germania | 1:10,07 |
| 9    | Sophia Eckstein            | Germania | 1:10,79 |
| 10   | Antonia Kermer             | Germania | 1:10,89 |

Località: Garmisch-Partenkirchen

Data: 29 marzo

#### Slalom gigante
| Pos. | Atleta                     | Nazione  | Tempo   |
| ---- | -------------------------- | -------- | ------- |
| 1    | Marlene Schmotz            | Germania | 1:54,79 |
| 2    | Emma Aicher                | Germania | 1:55,28 |
| 3    | Sophia Waldauf             | Austria  | 1:55,76 |
| 4    | Priska Nufer               | Svizzera | 1:55,87 |
| 5    | Leona Popović              | Croazia  | 1:55,95 |
| 6    | Anna Schillinger           | Germania | 1:56,00 |
| 7    | Jessica Hilzinger          | Germania | 1:56,02 |
| 8    | Katrin Hirtl-Stanggaßinger | Germania | 1:56,69 |
| 9    | Roni Remme                 | Canada   | 1:56,89 |
| 10   | Antonia Kermer             | Germania | 1:57,31 |

Località: Seefeld in Tirol

Data: 26 marzo

#### Slalom speciale
| Pos. | Atleta            | Nazione  | Tempo   |
| ---- | ----------------- | -------- | ------- |
| 1    | Emma Aicher       | Germania | 1:34,24 |
| 2    | Jessica Hilzinger | Germania | 1:34,45 |
| 3    | Kim Marschel      | Germania | 1:35,18 |
| 4    | Lara Klein        | Germania | 1:35,42 |
| 5    | Sarah Prantl      | Austria  | 1:35,81 |
| 6    | Axelle Mollin     | Belgio   | 1:35,94 |
| 7    | Luisa Mangold     | Germania | 1:35,99 |
| 8    | Celina Herz       | Austria  | 1:36,40 |
| 9    | Jana Fritz        | Germania | 1:36,76 |
| 10   | Julia Gross       | Austria  | 1:36,59 |

Località: Seefeld in Tirol

Data: 27 marzo

#### Combinata
| Pos. | Atleta                     | Nazione  | Tempo   |
| ---- | -------------------------- | -------- | ------- |
| 1    | Emma Aicher                | Germania | 1:49,69 |
| 2    | Karen Smadja-Clément       | Francia  | 1:51,70 |
| 3    | Kim Marschel               | Germania | 1:52,40 |
| 4    | Luisa Klapprott            | Germania | 1:52,65 |
| 5    | Katrin Hirtl-Stanggaßinger | Germania | 1:52,97 |
| 6    | Anouck Errard              | Francia  | 1:53,35 |
| 7    | Sophia Eckstein            | Germania | 1:53,48 |
| 8    | Tifany Roux                | Francia  | 1:53,61 |
| 9    | Christina Leitner          | Germania | 1:54,88 |
| 10   | Emily Wörle                | Germania | 1:56,39 |

Località: Garmisch-Partenkirchen

Data: 30 marzo